# Stará Ves (Olomouc)
Stará Ves (in tedesco Altendorf) è un comune della Repubblica Ceca facente parte del distretto di Přerov, nella regione di Olomouc.